# Lars Nelson
Lars Nelson (Funäsdalen, 19 agosto 1985) è un ex fondista svedese.

## Biografia
In Coppa del Mondo ha esordito il 25 novembre 2011 a Kuusamo (77°).
Ha debuttato ai Giochi olimpici invernali a Soči 2014 (15° nella 15 km, 9º nello skiathlon, 1° nella staffetta) e ai Campionati mondiali a Falun 2015, dove si è classificato 25º nella 50 km e 14º nello skiathlon.

## Palmarès

### Olimpiadi
- 1 medaglia:
  - 1 oro (staffetta a Soči 2014)

### Coppa del Mondo
- Miglior piazzamento in classifica generale: 46º nel 2014